# Pseudevippa
Pseudevippa cana es una especie de araña araneomorfa de la familia Lycosidae. Es el único miembro del género monotípico Pseudevippa. Es originaria de Namibia.